# 连环画出版社
连环画出版社是中华人民共和国的一家出版社，1985年3月成立，现隶属于中国美术出版总社，是本国唯一的连环画专业出版社，近年来亦与北京中少动漫合作从事日本漫画的引进工作。
ISBN代码为978-7-5056。

## 出版日本漫画
- 《境·界（BLEACH）》（久保带人）
- 《火影忍者》（岸本齐史）
- 《猎人》（富坚义博）
- 《网球王子》（许斐刚）
- 《银魂》（空知英秋）
- 《偽戀》（古味直志）